# Lübesse
Lübesse és un municipi a l'estat alemany de Mecklemburg-Pomerània Occidental. És el municipi més septentrional de l'amt o mancomunitat de Ludwigslust-Land. Per a més de la meitat de la superfície és cobert de boscs.

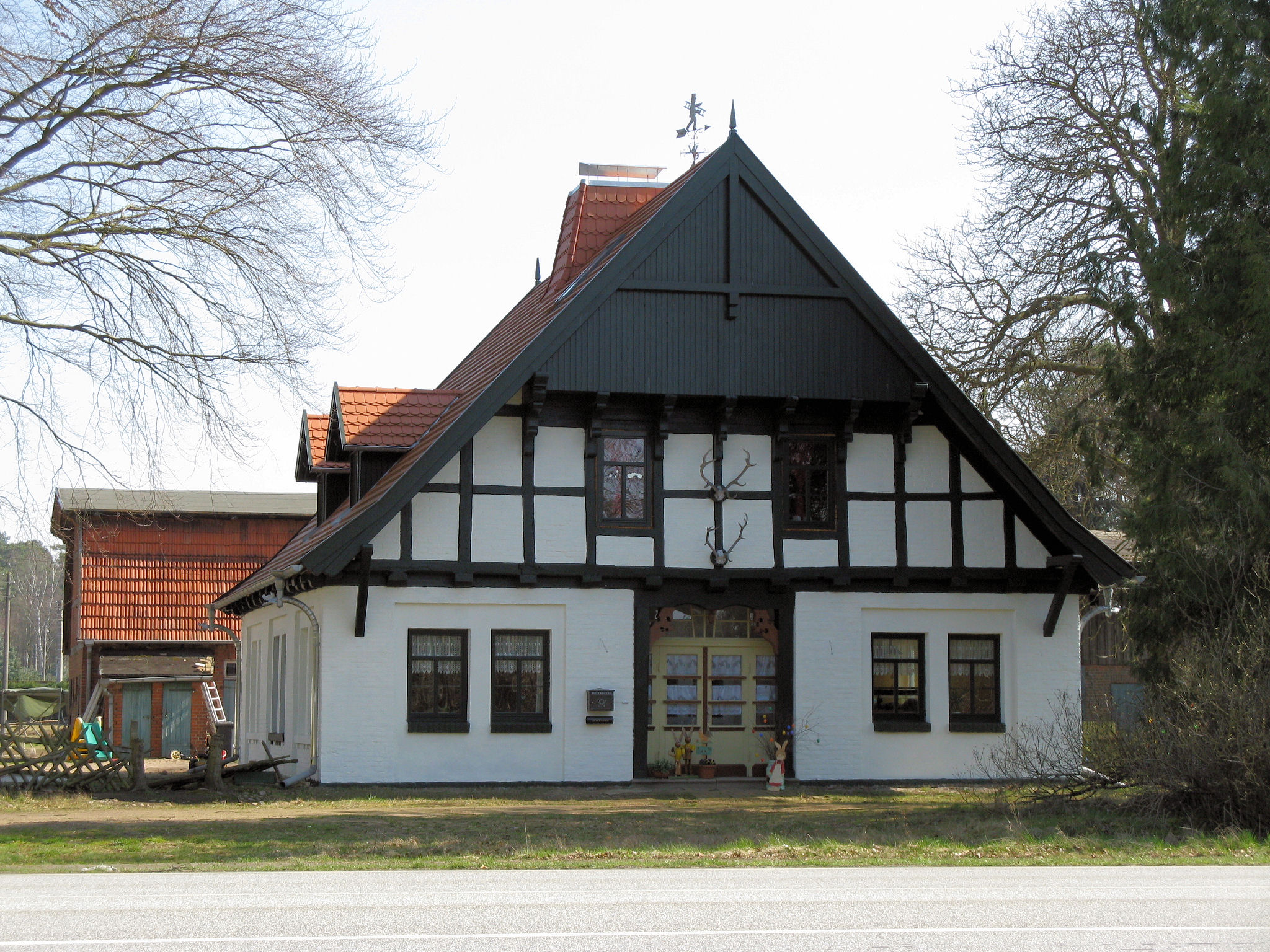
Casa del bosc (Forsthaus) a Hasenhäge

A la fi del 2013 comptava amb 705 inhabitants, a una superfície de 19,83 quilòmetres quadrats.
Als anys 1990, poc després la reunificació d'Alemanya es va crear un polígon industrial al qual el 2015 unes quatre-cents llocs de treball es van crear. A més, el municipi es posiciona com a «poble d'energia» (Energiedorf) en estimular les energies renovables per un parc de set aerogeneradors i instal·lacions d'energia solar del qual el benefici contribueix a amortitzar el deute municipal.

## Llocs d'interés
- L'antiga cavallerissa, un motiu que es torna a trobar en l'escut municipal
- La casa del bosc Forsthaus
- L'antiga estació de bombers del 1929, a la riba de l'estany municipal